# 大沢野郵便局
大沢野郵便局（おおさわのゆうびんきょく）は、富山県富山市にある郵便局。

## 概要
- 住所：〒939-2299 富山県富山市上大久保948
- 2005年時点での集配地域：大沢野、大久保、船峅、小羽全区および下タ地区の牛ヶ増、富山市栗山字伊豆の宮橋詰まで[1]

## 沿革

### 概略
1914年（大正3年）12月6日に富山鉄道線が笹津まで開通したことによって、笹津は地方交通の要所となり、人や物の往来が増加したため、同所における通信機関の必要性を訴える声が高まり、数次にわたって請願の行われた結果、1915年（大正4年）8月11日に郵便局開設が実現するに至った。その後、地域の発展に伴って各種取扱量も増大し、当時上新川郡大沢野村村長であった水上彌三は、1920年（大正9年）の第43回帝国議会に当郵便局における郵便物集配並びに電話通話事務開始の請願を行い採択された。この請願に係る電話通話事務は1922年（大正11年）2月6日より、郵便物集配事務は1935年（昭和10年）3月16日よりそれぞれ実現をみた。
電話交換についてはまず大久保郵便局にはおいて1922年（大正11年）2月6日より開始され、ついで当郵便局において1923年（大正12年）8月1日より開始した。当初の加入者は僅少であったが、日本電力笹津変電所をはじめとした各種事業所の進出によって、長距離電話の利用数が著しく増加し、また当郵便局と大久保郵便局の電話加入区域が錯綜して通話料や待ち時間に不便が多くなったので、地域における電話交換所を一箇所に統一するようにとの運動が行われた。これは1952年（昭和27年）4月1日の大沢野電報電話局の開設によって実現し、これより当郵便局における電話交換事務は同局に移管された。
また1963年（昭和38年）12月1日には郵便物集配の一元化のため大久保郵便局から郵便物集配事務を引継ぎ、局名を笹津郵便局から大沢野郵便局へと改めた。これに合わせて建設を進めていた局舎も完成し、新たに同所において地域における郵便業務全般を担うこととなった。1983年（昭和58年）7月からは旧在地より富山寄りの地所において新局舎の建設工事に着手、1984年（昭和59年）3月17日に完成した。

### 年表
- 1915年（大正4年）8月11日 - 上新川郡大沢野村笹津に笹津郵便局が三等郵便局として開設され、郵便、為替、貯金及び保険の取扱を開始する[15][16][3]。ただし郵便物集配事務を取扱わない[16]。
- 1916年（大正5年）11月16日 - 電信業務を開始[15][17]。
- 1920年（大正9年）7月28日 - 衆議院において「笹津郵便局ニ集配並電話事務開始ノ請願」が採択される[18]。
- 1922年（大正11年）
  - 2月6日 - 電話通話業務を開始[15][5]。
  - 8月1日 - 特設電話加入申請の受理を開始する[19]。
- 1923年（大正12年）8月1日 - 電話交換事務を開始[15][8]。
- 1935年（昭和10年）3月16日 - 郵便物集配事務を開始し、大久保郵便局[注 1]の集配区域より上新川郡大沢野村及び同郡船峅村を当郵便局の集配区域とする[6][21][注 2]。
- 1952年（昭和27年）4月1日 - 大沢野電報電話局を開設し、当郵便局及び大久保郵便局の電話交換事務を廃止する[10]。
- 1954年（昭和29年）7月22日 - 旧計量法（昭和26年法律第207号）により当郵便局を計量器使用事業場に指定する[23]。
- 1955年（昭和30年）3月15日 - 旧婦負郡黒瀬谷村のうち、上新川郡大沢野町に合併された地区を集配区域に編入する[3]。
- 1958年（昭和33年）
  - 6月1日 - 船峅簡易郵便局において郵便為替、簡易生命保険及び郵便年金の取扱を廃止し、その業務を承継する[24]。
  - 10月10日 - 電信為替の業務の一部を大沢野電報電話局に移管する[25]。
- 1963年（昭和38年）
  - 12月1日 - 笹津郵便局を大沢野郵便局と改称する[12][26]。また、大久保郵便局における郵便物集配事務を廃止し、同局よりその業務を承継する[11]。また、八木山簡易郵便局を廃止し、同局よりその業務を承継する[27]。また大沢野町長附において新局舎が完成する[13][28]。
  - 12月5日 - 新局舎落成式を挙行[28][13]。
- 1983年（昭和58年）7月 - 旧局舎から約500m富山市街側寄りの現在地にて、新局舎の建設に着手[14]。
- 1984年（昭和59年）3月17日 - 新局舎（鉄筋コンクリート平屋建て758m2）完成[14][29]。3月26日午前9時から業務開始。同時に記念たとう発売[30]。

笹津郵便局（1958年（昭和33年））
大久保郵便局（1958年（昭和33年））
大沢野電報電話局（1964年（昭和39年））
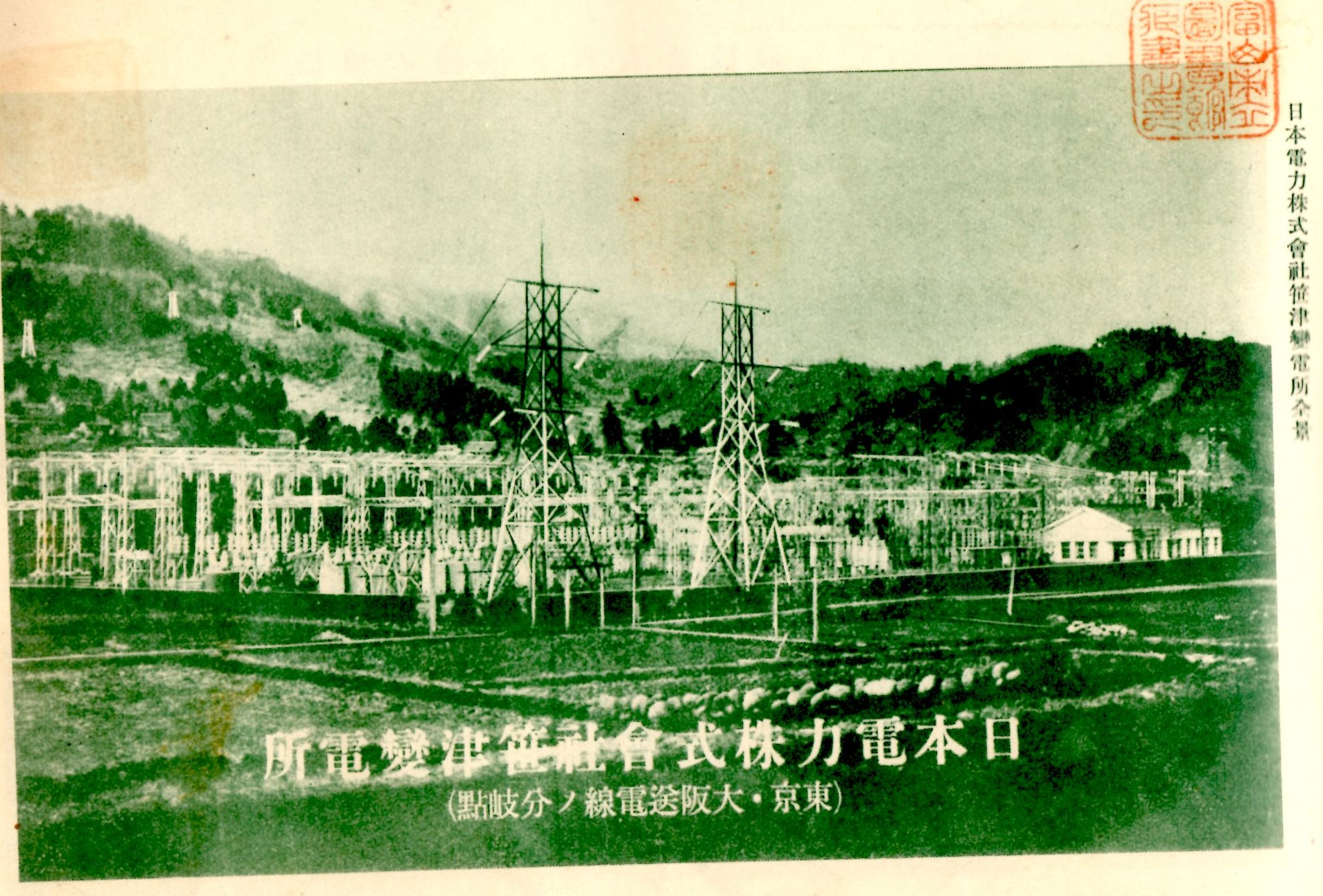
日本電力笹津変電所（1935年（昭和10年））

## 取扱内容
- 郵便、印紙、ゆうパック（チルドを含む）、内容証明、国際郵便、e発送サービス
- 貯金、貯金担保自動貸付け、為替、振替、振込、国債、投資信託、確定拠出年金、財形定額貯金など
- 生命保険、バイク自賠責保険、がん保険、変額年金保険
- ゆうちょ銀行ATM